# Malatyaspor Kulübü
El Malatyaspor Kulübü és un club de futbol turc de la ciutat de Malatya.

## Història
El club va ser fundat el 1966. Abans de 1984 els seus colors eren el groc i el negre.

## Palmarès
- Copa TSYD (1)

## Jugadors destacats
- Erdoğan Arıca
- Oktay Çevik
- Ünal Karaman
- Şeyhmuz Suna
- Yaşar Duran
- Bünyamin Süral
- Eren Talu
- Ceyhun Güray
- Feyzullah Küçük
- Orhan Kapucu
- Mert Korkmaz
- Tolga Seyhan
- Celaleddin Koçak
- Okan Yılmaz
- Taner Demirbaş
- Klodian Duro
- Carlos Roberto Gallo
- Serginho Chulapa
- Zdeněk Šenkeřík
- Marcel Mbayo
- Petar Milosevski
- Artim Šakiri
- Milan Osterc
- Helman Mkhalele